# Saint Jean-Baptiste (Tolède)
Pour les articles homonymes, voir Saint Jean-Baptiste (homonymie).
Saint Jean Baptiste ou Saint Jean dans le désert est un tableau peint vers 1598 et conservé au Museo Tesoro Catedralicio de Tolède. Il a été attribué à Caravage, qui a produit environ sept versions de ce même thème ; certaines sont toutefois contestées quant à leur attribution. En l'occurrence, la recherche en histoire de l'art s'oriente de plus en plus vers une attribution à Cavarozzi concernant le Saint Jean Baptiste de Tolède.

## Attribution incertaine

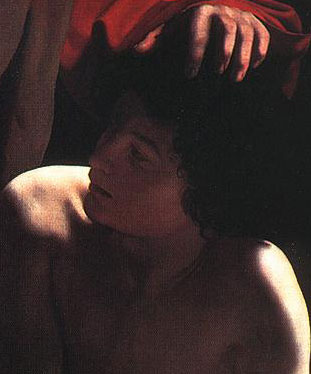
Détail du Sacrifice d'Isaac, Caravage (?), vers 1598 (coll. privée, Princeton, New Jersey). La ressemblance entre les deux visages peut laisser supposer que le Jean-Baptiste de Tolède est du même auteur.

Ce tableau fait partie de la collection du musée du trésor de la cathédrale de Tolède en Espagne. Son attribution est contestée : plutôt que Caravage, son auteur pourrait être son contemporain Bartolomeo Cavarozzi. L'auteur John Gash avance toutefois, dans un ouvrage de 2004, qu'il pourrait s'agir de l'un des tableaux réalisés par Le Caravage pour le prieuré de l'Hôpital de la Consolation et qu'un biographe précédent, Mancini, avait déjà évoqués. D'après Mancini, le prieur « les emporta ensuite avec lui dans son pays d'origine » ; malheureusement, une version du manuscrit précise qu'il s'agit de Séville, tandis qu'une autre parle de la Sicile. L'Hôpital avait effectivement un prieur espagnol en 1593, et qui était sans doute encore présent en juin 1595.
Gash cite à l'appui de sa thèse l'avis du spécialiste A.E. Perez Sanchez, selon lequel l'image du saint peut correspondre au style de Cavarozzi, mais pas le reste du tableau : « l’extraordinaire qualité de certains parties, et notamment des feuilles de vigne si bien rendues… est beaucoup plus caractéristique du Caravage ». Gash souligne également la finesse du clair-obscur, le traitement délicat des contours et des silhouettes, en les rapprochant de traits stylistiques observables dans d'autres œuvres de jeunesse du Caravage, comme Les Musiciens et L'Extase de saint François. Dans l'hypothèse où ces œuvres, avec d'autres signées du Caravage, se trouvaient effectivement à Séville aussi tôt, elles ont pu influencer le peintre Vélasquez pour ses premiers tableaux.
Toutefois, les arguments en faveur de Cavarozzi restent très forts, d’autant qu'on sait qu'il a voyagé en Espagne vers 1617-1619.

Saint Jean-Baptiste, Léonard de Vinci, vers 1513-1516, musée du Louvre.

Peter Robb considère que le tableau est de la main du Caravage et le date d'environ 1598, au moment où l'artiste était hébergé chez son premier protecteur, le cardinal Francesco Maria Del Monte. D'après Robb, le Baptiste est certainement à l'image du modèle utilisé pour le Sacrifice d'Isaac, ce qui rend logique une datation similaire pour les deux œuvres. Malheureusement, le Sacrifice est également un tableau dont l'attribution est contestée, ce qui ne permet pas de régler définitivement la question.
Jean-Baptiste se tient devant une vigne verte, à laquelle se mêlent des ronces épineuses ; il est assis sur un manteau rouge, tient à la main une mince croix de roseau, et il regarde un agneau allongé à ses pieds. Le manteau rouge est typique de l’œuvre du Caravage.
Nombre d'aspects correspondent également aux tendances observées dans le travail du Caravage à cette époque. Les feuilles derrière le personnage, les plantes et le sol à ses pieds sont dépeints avec ce souci du détail attentif, quasi-photographique qui s'observe aussi dans la nature morte Corbeille de fruits, tandis que l'attitude de mélancolie intériorisée du Baptiste crée une atmosphère introspective. Les feuilles de vigne renvoient à la vigne qui donna le vin du Dernier Repas ; les épines évoquent la Couronne d'épines, et l'agneau rappelle le sacrifice du Christ.

## Le choix du modèle
La décision de l'artiste de représenter Jean-Baptiste comme un jeune homme est quelque peu inhabituelle pour l'époque : le saint est plus souvent représenté en jeune enfant accompagné de l'Enfant Jésus et de leurs deux mères, ou bien en adulte, fréquemment dans la scène du baptême de Jésus. Toutefois, ce n'est pas une première. Léonard de Vinci avait déjà peint un jeune Jean-Baptiste au sourire énigmatique, un doigt montrant le ciel tandis que l'autre main semble indiquer l'emplacement de son propre cœur. De son côté, Andrea del Sarto avait laissé un Jean-Baptiste qui préfigure largement celui de Tolède. Léonard de Vinci comme Del Sarto avaient tous deux donné de l'image de Jean-Baptiste une interprétation toute personnelle, qui n'est pas immédiatement accessible au spectateur. Caravage s'empare de cette approche et en fait une icône personnelle au fil de ses nombreuses variations sur ce thème.